# Чикаго Буллз
«Чикаго Буллз» (англ. Chicago Bulls) — професійна баскетбольна команда, заснована у 1966 році, розташована в місті Чикаго в штаті Іллінойс.  Команда є членом  Центрального дивізіону Східної конференції Національної баскетбольної асоціації. 
Домашнім майданчиком для «Буллз» є Юнайтед-центр.

## Статистика
В = Виграші, П = Програші, П% = Процент виграних матчів
| Сезон   | В    | П    | П%   | Плейоф                                                                                                 | Результати                                                                                |
| ------- | ---- | ---- | ---- | --- | ----------------------------------------------------------------------------------------- |
| 1966-67 | 33   | 48   | .407 | Програли в півфіналі дивізіону                                                                         | Сент-Луїс 3, Чикаго 0                                                                     |
| 1967-68 | 29   | 53   | .354 | Програли в півфіналі дивізіону                                                                         | Лос-Анджелес 4, Чикаго 1                                                                  |
| 1968-69 | 33   | 49   | .402 | |                                                                                           |
| 1969-70 | 39   | 43   | .476 | Програли в півфіналі дивізіону                                                                         | Атланта 4, Чикаго 0                                                                       |
| 1970-71 | 51   | 31   | .622 | Програли в півфіналі конференції                                                                       | Лос-Анджелес 4, Чикаго 3                                                                  |
| 1971-72 | 57   | 25   | .695 | Програли в півфіналі конференції                                                                       | Лос-Анджелес 4, Чикаго 0                                                                  |
| 1972-73 | 51   | 31   | .622 | Програли в півфіналі конференції                                                                       | Лос-Анджелес 4, Чикаго 3                                                                  |
| 1973-74 | 54   | 28   | .659 | Виграли в півфіналі конференції Програли у фіналі конференції                                          | Чикаго 4, Детройт 3 Мілвокі 4, Чикаго 0                                                   |
| 1974-75 | 47   | 35   | .573 | Виграли в півфіналі конференції Програли у фіналі конференції                                          | Чикаго 4, Канзас Сіті-Омаха Кінгс 2 Голден Стейт 4, Чикаго 3                              |
| 1975-76 | 24   | 58   | .293 | |                                                                                           |
| 1976-77 | 44   | 38   | .537 | Програли в першому раунді                                                                              | Портленд 2, Чикаго 1                                                                      |
| 1977-78 | 40   | 42   | .488 | |                                                                                           |
| 1978-79 | 31   | 51   | .378 | |                                                                                           |
| 1979-80 | 30   | 52   | .366 | |                                                                                           |
| 1980-81 | 45   | 37   | .549 | Виграли в першому раунді Програли в півфіналі конференції                                              | Чикаго 2, Нью-Йорк 0 Бостон 4, Чикаго 0                                                   |
| 1981-82 | 34   | 48   | .415 | |                                                                                           |
| 1982-83 | 28   | 54   | .341 | |                                                                                           |
| 1983-84 | 27   | 55   | .329 | |                                                                                           |
| 1984-85 | 38   | 44   | .463 | Програли в першому раунді                                                                              | Мілвокі 3, Чикаго 1                                                                       |
| 1985-86 | 30   | 52   | .366 | Програли в першому раунді                                                                              | Бостон 3, Чикаго 0                                                                        |
| 1986-87 | 40   | 42   | .488 | Програли в першому раунді                                                                              | Бостон 3, Чикаго 0                                                                        |
| 1987-88 | 50   | 32   | .610 | Виграли в першому раунді Програли в півфіналі конференції                                              | Чикаго 3, Клівленд 2 Детройт 4, Чикаго 1                                                  |
| 1988-89 | 47   | 35   | .573 | Виграли в першому раунді Виграли в півфіналі конференції Програли у фіналі конференції                 | Чикаго 3, Клівленд 2 Чикаго 4, Нью-Йорк 2 Детройт 4, Чикаго 2                             |
| 1989-90 | 55   | 27   | .671 | Виграли в першому раунді Виграли в півфіналі конференції Програли у фіналі конференції                 | Чикаго 3, Мілвокі 1 Чикаго 4, Філадельфія 1 Детройт 4, Чикаго 3                           |
| 1990-91 | 61   | 21   | .744 | Виграли в першому раунді Виграли в півфіналі конференції Виграли у фіналі конференції Виграли у фіналі | Чикаго 3, Нью-Йорк 0 Чикаго 4, Філадельфія 1 Чикаго 4, Детройт 0 Чикаго 4, Лос-Анджелес 1 |
| 1991-92 | 67   | 15   | .817 | Виграли в першому раунді Виграли в півфіналі конференції Виграли у фіналі конференції Виграли у фіналі | Чикаго 3, Маямі 0 Чикаго 4, Нью-Йорк 3 Чикаго 4, Клівленд 2 Чикаго 4, Портленд 2          |
| 1992-93 | 57   | 25   | .695 | Виграли в першому раунді Виграли в півфіналі конференції Виграли у фіналі конференції Виграли у фіналі | Чикаго 3, Атланта 0 Чикаго 4, Клівленд 0 Чикаго 4, Нью-Йорк 2 Чикаго 4, Фінікс 2          |
| 1993-94 | 55   | 27   | .671 | Виграли в першому раунді Програли в півфіналі конференції                                              | Чикаго 3, Клівленд 0 Нью-Йорк 4, Чикаго 3                                                 |
| 1994-95 | 47   | 35   | .573 | Виграли в першому раунді Програли в півфіналі конференції                                              | Чикаго 3, Шарлот 1 Орландо 4, Чикаго 2                                                    |
| 1995-96 | 72   | 10   | .878 | Виграли в першому раунді Виграли в півфіналі конференції Виграли у фіналі конференції Виграли у фіналі | Чикаго 3, Маямі 0 Чикаго 4, Нью-Йорк 1 Чикаго 4, Орландо 0 Чикаго 4, Сієтл 2              |
| 1996-97 | 69   | 13   | .841 | Виграли в першому раунді Виграли в півфіналі конференції Виграли у фіналі конференції Виграли у фіналі | Чикаго 3, Вашингтон 0 Чикаго 4, Атланта 1 Чикаго 4, Маямі 1 Чикаго 4, Юта 2               |
| 1997-98 | 62   | 20   | .756 | Виграли в першому раунді Виграли в півфіналі конференції Виграли у фіналі конференції Виграли у фіналі | Чикаго 3, Нью-Джерсі 0 Чикаго 4, Шарлот 1 Чикаго 4, Індіана 3 Чикаго 4, Юта 2             |
| 1998-99 | 13   | 37   | .260 | |                                                                                           |
| 1999-00 | 17   | 65   | .207 | |                                                                                           |
| 2000-01 | 15   | 67   | .183 | |                                                                                           |
| 2001-02 | 21   | 61   | .256 | |                                                                                           |
| 2002-03 | 30   | 52   | .366 | |                                                                                           |
| 2003-04 | 23   | 59   | .280 | |                                                                                           |
| 2004-05 | 47   | 35   | .573 | Програли в першому раунді                                                                              | Вашингтон 4, Чикаго 2                                                                     |
| 2005-06 | 41   | 41   | .500 | Програли в першому раунді                                                                              | Маямі 4, Чикаго 2                                                                         |
| 2006-07 | 49   | 33   | .598 | Виграли в першому раунді Програли в півфіналі конференції                                              | Чикаго 4, Маямі 0 Детройт 4, Чикаго 2                                                     |
| 2007-08 | 33   | 49   | .402 | |                                                                                           |
| 2008-09 | 41   | 41   | .500 | Програли в першому раунді                                                                              | Бостон 4, Чикаго 3                                                                        |
| 2009-10 | 41   | 41   | .500 | Програли в першому раунді                                                                              | Клівленд 4, Чикаго 1                                                                      |
| 2010-11 | 62   | 20   | .756 | Виграли в першому раунді Виграли в півфіналі конференції Програли у фіналі конференції                 | Чикаго 4, Індіана 1 Чикаго 4, Атланта 2 Маямі 4, Чикаго 1                                 |
| 2011-12 | 50   | 16   | .758 | Програли в першому раунді                                                                              | Філадельфія 4, Чикаго 2                                                                   |
| Сума    | 1655 | 1595 | .509 | |                                                                                           |
| Плейоф  | 151  | 114  | .570 | 6 чемпіонатів                                                                                          |                                                                                           |